# アスカリ・カーズ
アスカリ・カーズ（Ascari Cars ）とは、1995年に設立された新興スーパーカーメーカーで、2000年に生産拠点がイギリス国内のバンベリー（Banbury ）に移転した。なお、アスカリの名は第二次世界大戦をはさんでレースシーンで活躍し、自らサーキットも所有していたレーシングドライヴァー、アルベルト・アスカリに因んでいる。
2010年以降自動車の生産は行っておらず、現在はスペインにあるアスカリ・レースリゾートの経営に専念している。
アスカリ・レース・リゾート
座標　36.824874,-5.083315

## 主な車種
- F-GT
- F-GT1（レース用）
- A410（英語版）（プロトタイプ）
- エコッセ（英語版）
- KZ1
- KZ1-R
- KZ1-R GT3（レース用）
- A10